# 江孜蒿
江孜蒿（学名：Artemisia gyangzeensis）是菊科蒿属的植物，为中国的特有植物。分布在中国大陆的甘肃、青海、西藏等地，生长于海拔3,900米的地区，多生长于附近的山坡上。